# Čchen Čcheng-po
Čchen Čcheng-po (tradiční znaky: 陳澄波, zjednodušené znaky: 陈澄波; pinyin: Chén Chéngbō, tchajwansky: Tân Têng-pho; 2. února 1895 Ťia-i – 25. března 1947 Ťia-i) byl tchajwanský malíř.
Studoval v Tokiu, kde směl jako první malíř z Tchaj-wanu vystavit své dílo na prestižní Císařské výstavě Teiten. Později vyučoval v Šanghaji. Ve své tvorbě se inspiroval západním malířstvím, zvláště impresionismem.

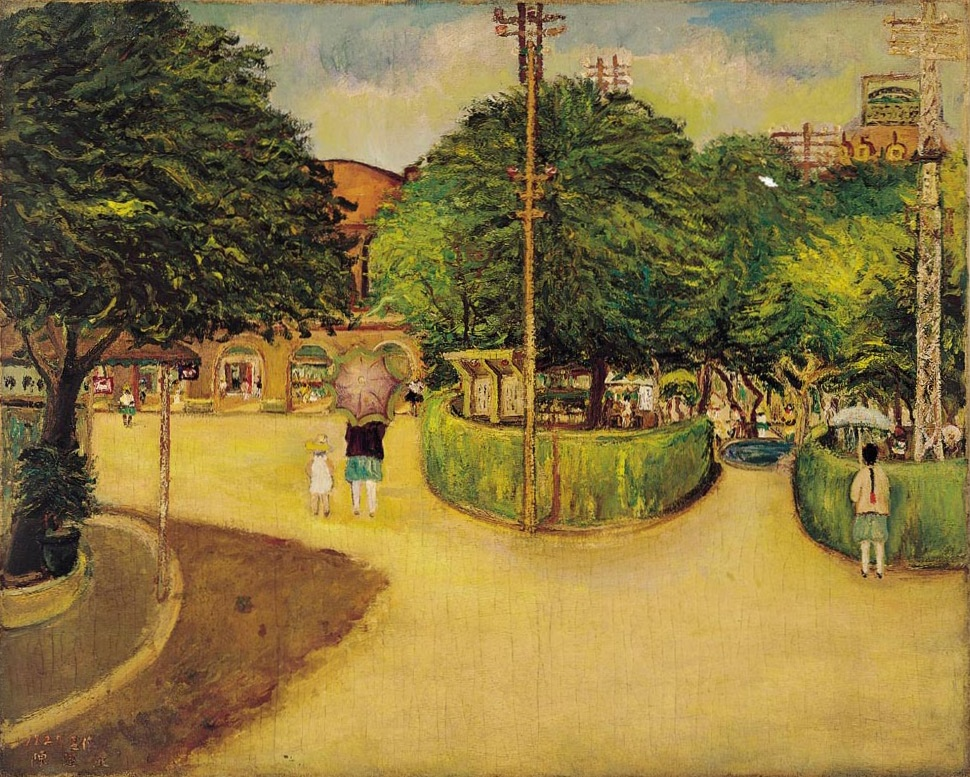
Ulice v létě (1927)

V roce 1946 byl zvolen radním svého rodného města a v této funkci se vydal jako člen delegace k vojákům Kuomintangu, aby se pokusil dojednat mír po masakrech následujících po incidentu z 28. února 1947. Čankajškovi vojáci ho však zajali, veřejně zastřelili a nechali jeho tělo několik dní ležet nepohřbené pro výstrahu domácích obyvatel ostrova.